# 星川正甫
星川 正甫（ほしかわ せいほ、文化2年3月7日（1805年4月6日） - 明治13年（1880年）7月16日）は、日本の武士（盛岡藩士）、岩手県公吏である。

## 経歴
盛岡藩士鴨沢恒褒の次男として生まれ、文政5年（1822年）、同藩士星川吉律の養子となり星川姓となる。
文政6年（1823年）藩主南部利用の御使者番給仕となり、次いで、南部利済の時、盛岡本御蔵奉行、大槌御山奉行、金山吟味役、田名部御山奉行、御勘定奉行、上田通御代官など盛岡藩内の役職を歴任した。
文久元年（1861年）9月、盛岡藩士の諸家系図『参考諸家系図』八十八巻の編輯を終えて藩主に奉った。
明治以後は岩手県庁地理編輯掛、国史編輯兼務となり、『岩手県管轄地誌』の編纂にあたったが、明治13年（1880年）7月、病気により退職、同月16日に75歳の生涯を終えている。

## 著作
- 『参考諸家系図』 八十八巻
  - 書名：南部藩参考諸家系図〈5冊〉　著作者等：前沢隆重／加藤章／樋口政則／山本實 編　出版元：国書刊行会　刊行年月：1984/12-1985/9
- 『盛岡砂子』 全六冊
  - 書名：『南部叢書』〈第1-10冊,索引〉第1冊に収録　著作者等：南部叢書刊行会編　出版元：歴史図書社　刊行年月：1970/10-1971/7
- 『公国史』 三十七巻
  - 盛岡市中央公民館所蔵。『大日本史』に項目立を倣った南部家の歴史書。
- 『公国譚』 一巻
- 『来翰記』 一巻
- 『私要年代記掃溜草子』
- 『諸書抜萃』 三冊

### 参考諸家系図
参考諸家系図 (さんこうしょけけいず)は、南部藩（八戸藩を含む）南部氏一門282系、家臣諸家2491系に及ぶ系譜総覧。

### 盛岡砂子
盛岡砂子 (もりおか すなご)は、『江戸砂子』（江戸の郷土史）を参考にして、盛岡を中心にその近郊を網羅した盛岡城下の代表的地誌。天保4年（1833年）の初稿『盛岡砂子温古名跡誌』以来、加除修正が加えられ、明治7年（1874年）5月 『増補盛岡砂子』として変遷を補い稿を終了した。
自筆原本は岩手県立図書館に所蔵されている。

## 参考資料
- 『南部藩 参考諸家系図』国書刊行会。
- 「角川日本姓氏歴史人物大辞典」編纂委員会『角川日本姓氏歴史人物大辞典 第3巻 「岩手県姓氏歴史人物大辞典」』角川書店、1998年5月18日。ISBN 4-04-002030-8。
- 岩手放送『新版 岩手百科事典』株式会社アイビーシー岩手放送、1988年10月15日。